# Церковь Всех Святых (Симбирск)

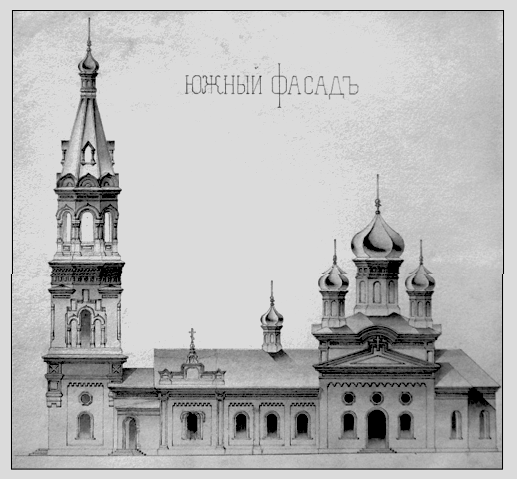
Проект Всесвятской церкви (1889).

Церковь во имя Всех Святых (Всехсвятская церковь) — утраченная православная церковь Симбирской епархии в городе Ульяновске. Построена в 1891 году. Разрушена коммунистами в 1932 году.

## История

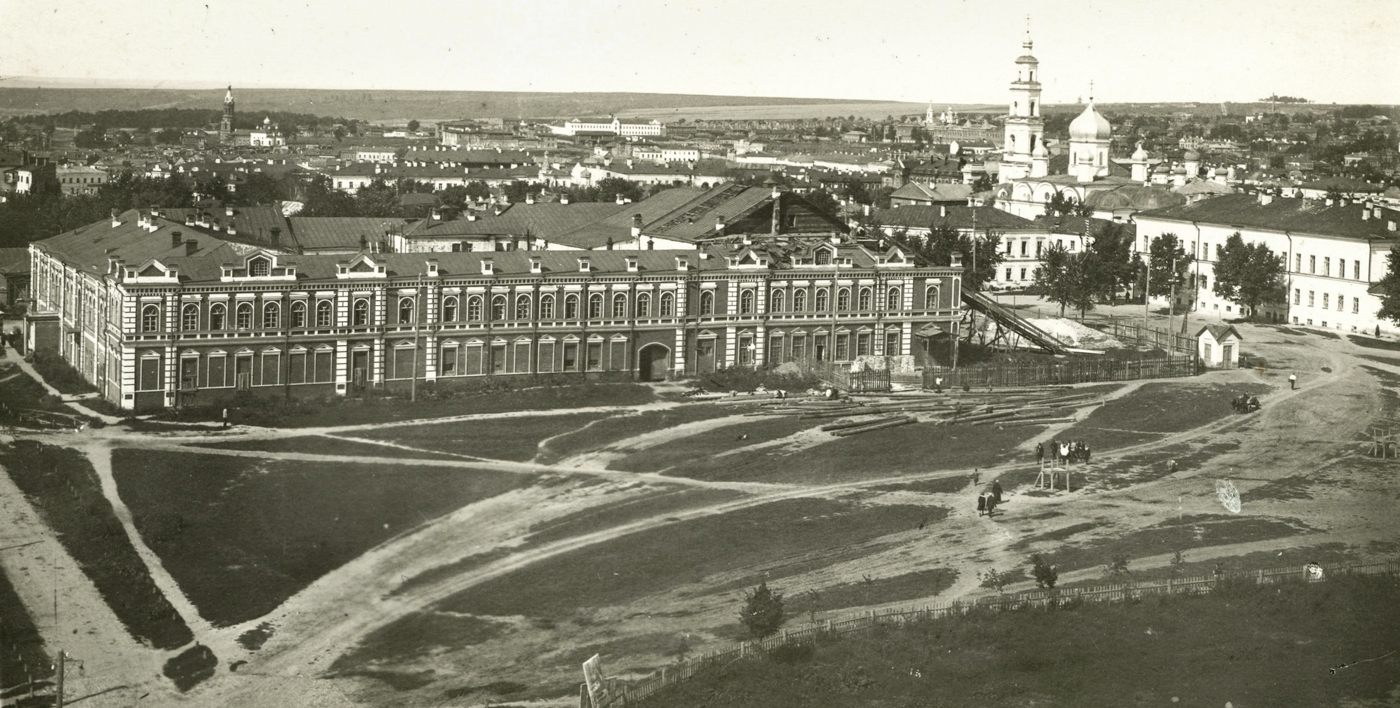
Вид на Соборную площадь, Троицкую гостиницу и театр. Вдали - Всехсвятская церковь (1900).

Когда Всехсвятская церковь первоначально была построена сведений не сохранилось, но во второй половине XVIII века она уже существовала; церковь была каменная, однопрестольная. В 1859 году, чиновницей Елизаветой Николаевной Пазухиной, в трапезной был устроен придел с престолом во имя св. мучц. Елизаветы. В 1860 году главная часть храма была построена вновь трудами и усердием священника Поликарпова и церковного старосты купца Александра Ананьева; престолы в ней были устроены и освящены: главный, в 1860 году, в одном приделе и в другом в 1863 году; в следующем 1864 году были перестроены трапеза и колокольня; придел с престолом во имя св. мучц. Елизаветы был упразднена. Храм (тёплый) трёхпрестольный: главный престол во имя Всех Святых, в правом приделе во имя Архистратига Божьего Михаила и в левом во имя св. великомученика Димитрия Солунского. После прекращения захоронений в 1874 году церковь стала приходской. В начале 1889 года при церкви было учреждено попечительство с целью построить новую колокольню взамен существовавшей и расширить всю церковь. По составленному плану в течение лета колокольня была построена вчерне. Закладка колокольни была произведена 4 июня в день храмового праздника Всех Святых. В следующем году постройка колокольни была окончена, тогда же была сломана старая колокольня и сделаны начерно новые пристрои с обеих сторон церкви, один — для паперти, другой — для кладовой. Постройка первых папертей и трапезной была окончена в 1891 году. Перестройкой церкви занимался архитектор В. Л. Ивановский. При церкви имелась каменная часовня. Причт состоял из двоих священников, дьякона и двоих псаломщиков. Церковно-приходская школа открылась в 1897 году и помещалась в церковном здании. Храм был закрыт для богослужений летом 1930 года, были сняты колокола, а в 1932 году храм был полностью разобран. В 1970-х гг. на месте церкви и кладбища были построены здание ДК им. Чкалова и жилые многоэтажные дома.

## Описание
Храм располагался в границах современного участка перед зданием ДК им. Чкалова по улице Крымова. По чертежам В. Л. Ивановского церковь трёхнефная, четырёхстолпная, с подпружными арками, трёхалтарная, вытянутая с запада на восток. Два входа с северной и симметрично ему с южной стороны непосредственно в храмовую часть, три входа с западной стороны. Средний вход ведёт в первый ярус колокольни, а два других ведут: с северо-западной стороны в кладовую, а с юго-западной — в паперть. Общие размеры церкви: в длину около 45 метров, в ширину порядка 19 метров, высота колокольни 43 метра.

## Духовенство
- священник Василий Иванов (на 1816)[5];
- В 1820-х годах в церкви исправляли священнослужители разных церквей: священник Смоленской церкви Алексей Петров, в 1821 — священник Спасо-Вознесенской церкви Егор Ласточкин, а в 1834 по 1838 год церковь причисляется к Богоявленской церкви[5];
- священник Поликарпов (на 1860); церковный староста купец Александр Ананьев (на 1860)[2];
- священник Всехсвятской церкви Александр Прибыловский (на 1875)[6];
- псаломщик Розов Константин Васильевич (с 1895)[7];
- протоиерей Неофит Любимов (1900—1902)[8];
- священник / протоиерей Апраксин Иван Петрович (1902—1916)[9];
- диакон Василий Александрович Богородский (с 1.11.1912 до 19.03.1913), затем перемещён к Иверской церкви Симбирского женского Спасского монастыря [10].
- псаломщик / диакон Виталий Феодорович Грезнов (на 1915)[11];
- С апреля 1923 года, из-за нежелания сотрудничать с обновленцами, епископ Александр (Трапицын) удалился на покой и жил при храме Всех Святых в Симбирске, осенью после покаяния вернулся к управлению епархией.

## Святыни
Святой антиминс церкви «на белом холсте, освящённый преосвященным Вениамином, митрополитом Казанским, 1780 года».
С 15 (28) августа 1911 года до 9 (22) мая 1912 года во Всехсвятской церкви хранилась чудотворная икона Божией Матери «Неопалимая Купина», затем была перенесена в построенный специально для неё Неопалимовскую церковь .

## Всехсвятское кладбище
Всесвятское кладбище — самый старый некрополь Симбирска, образованный в середине XVII века. Поначалу оно находилось за городом с запада, затем вошло в городскую черту. На территории кладбища стояла Всехсвятская церковь. После прекращения захоронений в 1874 году, так как было открыто Новое городское кладбище (ныне Воскресенский некрополь),  церковь стала приходской. По периметру кладбищенской территории произрастали тополиные, березовые, липовые и кленовые аллеи. Площадь Всехсвятского кладбища в разные годы изменялась от 2280 кв. саженей в 1882 году до 47 600 кв. саженей в последующие годы и 6 Га в 1932 году. Хотя кладбище было официально закрыто ещё в XIX веке, но погребения продолжались до 1920-х годов.
Здесь хоронили жителей Ульяновска, придерживавшихся как православной веры, так и католической, и лютеранской. В числе похороненных — родители И. А. Гончарова и его брат Николай Гончаров, почётный гражданин Симбирска Михаил Васильевич Лебедев, симбирский городской голова А. П. Кирпичников и другие известные люди города. Кладбище было закрыто в 1926 году и ликвидирован в 1960-х гг. Теперь на его месте построен ДК им. Чкалова (ул. Крымова, 67) и жилой массив между улицами Крымова и Робеспьера, пер. 1-м Робеспьера и ул. К. Маркса.